# 댄스 패드

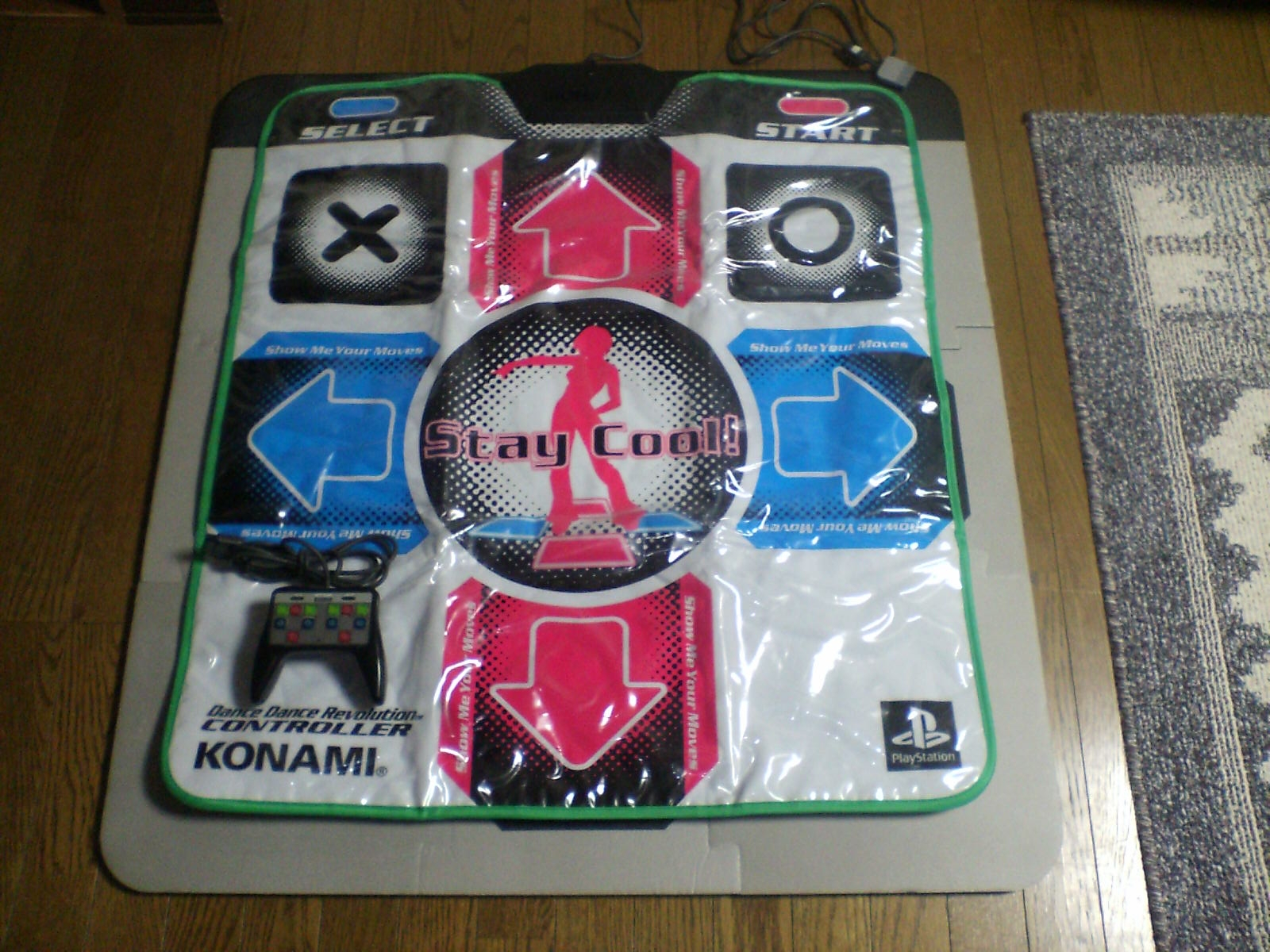
댄스 댄스 레볼루션의 댄스 플랫폼

댄스 패드(dance pad), 댄스 매트(dance mat), 댄스 플랫폼(dance platform)은 댄스 게임에서 입력에 사용되는 평면 전자 게임 컨트롤러이다. 대부분의 댄스 패드는 플레이어가 설 수 있는 3×3 정사각형 패널 매트릭스로 나누어져 있으며, 일부 또는 전체 패널은 게임 내의 방향이나 동작에 해당한다. 일부 댄스 패드에는 "시작" 및 "선택"과 같은 기본 스테핑 영역 외부에 추가 버튼도 있다. 특정 게임플레이 모드에서는 댄스 패드 쌍이 나란히 결합되는 경우가 많다.
댄스 댄스 레볼루션, 인 더 그루브, 펌프 잇 업 및 StepManiaX와 같은 인기 아케이드 게임은 아케이드 캐비닛에 연결된 대형 강철 댄스 플랫폼을 사용하는 반면, 홈 콘솔용 버전은 일반적으로 더 작은(종종 유연한) 플라스틱 패드를 사용한다. 이러한 홈 패드는 닌텐도 게임큐브, Wii, 드림캐스트(일본만 해당), 플레이스테이션, 플레이스테이션 2 및 엑스박스 (콘솔)와 같은 시스템용으로 특별히 제작되었지만 특수 어댑터를 사용하여 스텝매니아와 같은 컴퓨터 시뮬레이터에서도 사용할 수 있다.